# Campeonato Carioca 1950
In 1950 werd het 45ste Campeonato Carioca gespeeld voor voetbalclubs uit de toen nog Braziliaanse hoofdstad Rio de Janeiro. De competitie werd gespeeld van 12 augustus 1950 tot 28 januari 1951. Vasco da Gama werd kampioen.

## Eindstand
| Plaats | Club          | Wed. | W  | G | V  | Saldo | Ptn. |
| ------ | ------------- | ---- | -- | - | -- | ----- | ---- |
| 1.     | Vasco da Gama | 20   | 17 | 0 | 3  | 74:21 | 34   |
| 2.     | America       | 20   | 14 | 3 | 3  | 52:30 | 31   |
| 3.     | Bangu         | 20   | 14 | 2 | 4  | 66:24 | 30   |
| 4.     | Botafogo      | 20   | 13 | 2 | 5  | 41:28 | 28   |
| 5.     | Olaria        | 20   | 7  | 5 | 8  | 35:39 | 19   |
| 6.     | Fluminense    | 20   | 7  | 4 | 9  | 41:46 | 18   |
| 7.     | Flamengo      | 20   | 7  | 3 | 10 | 50:45 | 17   |
| 8.     | Madureira     | 20   | 5  | 4 | 11 | 34:56 | 14   |
| 9.     | Bonsucesso    | 20   | 5  | 2 | 13 | 34:64 | 12   |
| 10.    | Canto do Rio  | 20   | 3  | 4 | 13 | 22:57 | 10   |
| 11.    | São Cristóvão | 20   | 2  | 3 | 15 | 25:64 | 7    |

|  | Kampioen |

### Kampioen
| Campeonato Carioca de 1950        |
| Rio de Janeiro                    |
| --------------------------------- |
| VASCO DA GAMA Kampioen (9° titel) |

## Topschutters
| Speler            | Speler   | Goals | Club          |
| ----------------- | -------- | ----- | ------------- |
| Vlag van Brazilië | Ademir   | 25    | Vasco da Gama |
| Vlag van Brazilië | Durval   | 16    | Flamengo      |
| Vlag van Brazilië | Dimas    | 14    | America       |
| Vlag van Brazilië | Simões   | 13    | Bangu         |
| Vlag van Brazilië | Maneca   | 13    | Vasco da Gama |
| Vlag van Brazilië | Djair    | 13    | Vasco da Gama |
| Vlag van Brazilië | Ipocujan | 12    | Vasco da Gama |
| Vlag van Brazilië | Ariosto  | 12    | Botafogo      |